# 関口林五郎

関口林五郞

関口 林五郎（せきぐち りんごろう、1899年〈明治32年〉3月5日 - 1973年〈昭和48年〉6月26日）は、日本の医師（関口整形外科病院院長、群馬県医師会会長）、柔道家（講道館八段）。父は接骨師で柔道八段・関口孝五郎、弟は医師で柔道八段・関口恒五郎。群馬県体育協会会長、群馬県公安委員長、群馬県立前橋高等学校同窓会長。正五位、藍綬褒章、紺綬褒章、勲三等瑞宝章受章。

## 生涯
1899年（明治32年）3月5日、柔道家・関口孝五郎の長男として、群馬県群馬郡白郷井村（北群馬郡子持村を経て現在渋川市）に生まれる。2歳の時父が柔道場「弘道館」を開いたため前橋市に移住。旧制・群馬県立前橋中学校（現・群馬県立前橋高等学校）卒業後、旧制・日本医学専門学校（現・日本医科大学）に進み1923年（大正12年）卒業。慶應義塾大学医学部整形外科教室で前田友助教授の指導を受ける。
1929年（昭和4年）、前橋で関口整形外科病院を開業。1951年（昭和26年）群馬県医師会会長。1956年（昭和31年）全日本柔道整復師会顧問に就任。1956年から1958年（昭和33年）まで群馬県教育委員。
1962年（昭和37年）講道館八段に昇段。同年から群馬県公安委員長。1967年（昭和42年）群馬県体育協会会長。ほかにも群馬県レクリエーション協会会長、群馬県立前橋高等学校同窓会長など諸団体の代表を務めた。
1973年（昭和48年）6月26日死去。葬儀は日本医師会会長・武見太郎を委員長として群馬県民会館で営まれ、戒名は「最紘院殿医徳林照大居士」。